# جيريمي بلاياك
جيريمي بلاياك (بالفرنسية: Jérémy Blayac)‏ (مواليد 5 يونيو 1984 في سانت أفريك - فرنسا) لاعب كرة قدم فرنسي يلعب حاليا لصالح نادي الدرجة الأولى بولوني الفرنسي منذ 2008 في مركز المهاجم .

## روابط خارجية
- جيريمي بلاياك على موقع رابطة كرة القدم الفرنسية للمحترفين (الإنجليزية)
- جيريمي بلاياك على موقع قاعدة بيانات كرة القدم.إي يو (الإنجليزية)
- جيريمي بلاياك على موقع ليكيب (الفرنسية)